# Водное поло на летних Олимпийских играх 2012 — квалификация
В соревнованиях по водному поло на летних Олимпийских играх 2012 будут участвовать 12 мужских и 8 женских команд, которые будут отбираться по результатов различных отборочных турнирах. Обе команды Австралии, автоматически квалифицировались.

## Мужчины

### Квалифицированные команды
| Турнир                                      | Дата                 | Место проведения | Квота | Команды                                 |
| ------------------------------------------- | -------------------- | ---------------- | ----- | --------------------------------------- |
| Принимающая страна                          | —                    | —                | 1     | Великобритания                          |
| Мировая лига водного поло среди мужчин 2011 | 21 — 26 июня 2011    | Флоренция        | 1     | Сербия                                  |
| Чемпионат мира по водным видам спорта 2011  | 16 — 31 июля 2011    | Шанхай           | 3     | Венгрия · Италия · Хорватия             |
| Отборочный турнир Азии                      | 23 — 29 января 2012  | Тиба             | 1     | Казахстан                               |
| Панамериканские игры 2011                   | 14 — 30 октября 2011 | Гвадалахара      | 1     | США                                     |
| Отборочный турнир Океании                   | —                    | —                | 1     | Австралия                               |
| Мировой отборочный турнир                   | 1 — 8 апреля 2012    | Эдмонтон         | 4     | Греция · Испания · Румыния · Черногория |
| Всего                                       |                      |                  | 12    |                                         |

## Женщины

### Квалифицированные команды
| Турнир                    | Дата                 | Место проведения | Квота | Команды                             |
| ------------------------- | -------------------- | ---------------- | ----- | ----------------------------------- |
| Принимающая страна        | —                    | —                | 1     | Великобритания                      |
| Панамериканские игры 2011 | 14 — 30 октября 2011 | Гвадалахара      | 1     | США                                 |
| Отборочный турнир Азии    | 23 — 29 января 2012  | Тиба             | 1     | Китай                               |
| Отборочный турнир Океании | —                    | —                | 1     | Австралия                           |
| Мировой отборочный турнир | 15 — 22 апреля 2012  | Италия           | 4     | Венгрия · Испания · Италия · Россия |
| Всего                     |                      |                  | 8     |                                     |

*— Африканская конфедерация отказалась от участия в женском квалификационном турнире.